# Need for Speed: Hot Pursuit (2010)
Need for Speed: Hot Pursuit is een computerspel in de Need for Speed-serie. Het is ontwikkeld door Criterion Games, de spelontwikkelaar die ook Burnout en Need for Speed: Most Wanted heeft ontwikkeld. De uitgever is Electronic Arts. Het spel werd oorspronkelijk in 2010 uitgebracht op Windows, Playstation 3 en Xbox 360. Eind 2020 is de remaster van het spel uitgebracht op Windows, Playstation 4, Xbox One en Nintendo Switch.

## Gameplay
Het spel speelt zich af in de fictieve regio Seacrest County, bestaande uit verschillende landschappen zoals woestijnen, bossen en bergketen. In het tijdracespel staan ontsnappen en achtervolgen centraal, er dus twee soorten rollen mogelijk als speler te weten Player en Cop.

### Evenementen
Als Player:
- Race - deze bestaan zowel uit circuit- als sprintraces;
- Duel - twee deelnemers racen tegen elkaar en moeten de finish het snelst zien te bereiken;
- Hot Pursuit - minimaal vijf deelnemers moeten een parcours voltooien, terwijl ze worden achtervolgd door de SCPD die hen probeert uit te schakelen. De winnaar is de eerste racer die de finish bereikt;
- Gauntlet - de speler moet binnen bepaalde tijd de finish zien te halen terwijl hij door de politie wordt achtervolgd;
- Time Trial/Preview - tijdrace.

Als Cop:
- Interceptor - de speler moet de straatracer proberen te pakken, als deze echter een vluchtroute weet te vinden bij een afslag moet de speler ervoor zorgen dat de agent binnen 30 seconden in de richting van de straatracer gaat;
- Hot Pursuit - een race, waarbij de speler nu speelt als de politieagent die alle racers moet uitschakelen. Voor het uitschakelen van slechts een deel van de racers wordt een zilveren of bronzen medaille toegekend;
- Rapid Response/Preview - tijdrace waarbij een bepaalde finishtijd gehaald moet worden. De speler krijgt een tijdstraf als een auto (+3 s) of een vangrail (+2 s) wordt geraakt.

## Soundtracks
| Artiest                                 | Nummer                           | Land                      |
| --------------------------------------- | -------------------------------- | ------------------------- |
| 30 Seconds to Mars                      | Edge Of The Earth                | Vlag van Verenigde Staten |
| Bad Religion                            | The Resist Stance                | Vlag van Verenigde Staten |
| Benny Benassi feat. Gary Go             | Cinema                           | /                         |
| Black Rebel Motorcycle Club             | Conscience Killer                | Vlag van Verenigde Staten |
| Chiddy Bang                             | Opposite Of Adults               | Vlag van Verenigde Staten |
| Deadmau5 feat. SOFI                     | Sofi Needs A Ladder              | /                         |
| Does It Offend You, Yeah?               | All The Same                     | Vlag van Engeland         |
| Funeral Party                           | Giant                            | Vlag van Verenigde Staten |
| Greenskeepers                           | Live Like You Wanna Live         | Vlag van Verenigde Staten |
| Hadouken!                               | Bombshock                        | Vlag van Engeland         |
| Killa Kela                              | Get A Rise                       | Vlag van Engeland         |
| Klaxons                                 | Echoes                           | Vlag van Engeland         |
| Klaxons                                 | Twin Flames                      | Vlag van Engeland         |
| Lazee feat. Dead by April               | Stronger                         | Vlag van Zweden           |
| Lemonade                                | Big Weekend                      | Vlag van Verenigde Staten |
| Lupe Fiasco feat. Matthew Santos        | Shining Down                     | Vlag van Verenigde Staten |
| M.I.A.                                  | Born Free                        | Vlag van Engeland         |
| Maximum Balloon feat. Theophilus London | Groove Me                        | Vlag van Verenigde Staten |
| New Politics                            | Yeah Yeah Yeah                   | Vlag van Denemarken       |
| Pendulum                                | Watercolour                      | Vlag van Australië        |
| Pint Shot Riot                          | Nothing From You (Redanka remix) | Vlag van Engeland         |
| Plan B                                  | Stay Too Long (Pendulum remix)   | /                         |
| Teddybears                              | Devil's Music                    | Vlag van Zweden           |
| Travie McCoy                            | Superbad (11:34)                 | Vlag van Verenigde Staten |
| Weezer                                  | Ruling Me                        | Vlag van Verenigde Staten |
| We Have Band                            | Divisive (Tom Staar remix)       | Vlag van Engeland         |
| White Lies                              | Bigger Than Us                   | Vlag van Engeland         |